# Daniel Blanc (physicien)
Pour les articles homonymes, voir Daniel Blanc et Blanc (homonymie).
Daniel Louis Antoine Blanc, né le 10 décembre 1927 à Caen et mort le 5 novembre 2009 à Toulouse est un physicien pionnier de la radiophysique et à l'origine de son enseignement en France. Il est le fils du physicien Auguste Blanc (1878-1946).

## Biographie
Daniel Blanc effectue des études supérieures à la Faculté des Sciences de Caen où il est employé comme préparateur (1947-1949). Il devient assistant à la Faculté des Sciences de Lille (1949-1956) et soutient sa thèse au Collège de France,,.
Il devient alors ingénieur au Commissariat à l'énergie atomique (1956). Il est nommé maître de conférences (1957) puis professeur titulaire de la chaire de physique nucléaire (1960) à la Faculté des sciences de Toulouse.
Agrégé de l’Université et Docteur ès sciences, il devient en 1957 directeur du Laboratoire de Physique Corpusculaire de Toulouse (LPCT) qui deviendra successivement le Centre de Physique Nucléaire (CPNT, 1958), le Centre de Physique Atomique et Nucléaire (CPANT, 1967), le Centre de Physique Atomique (CPAT, 1972) puis, associé au CNRS, le Centre de Physique des Plasmas et de leurs Applications (CPAT, 1995). Il dirige ce laboratoire jusqu'en 1987 et continue à y travailler jusqu'en 1996. 
Il est une pionnier en France de l’enseignement de la physique radiologique qui a formé plusieurs générations de physiciens d’hôpitaux en collaboration avec l'institut Gustave Roussy. En 1986, il a été un des fondateurs de l’association des Laboratoires Associés de Radiophysique et de Dosimétrie (LARD) et en est devenu le président.
Il a contribué à la création de la revue Radioprotection de la Société française de radioprotection dont il a été membre de la direction.

## Ouvrages
- D. Blanc, Les rayonnements ionisants : détection, dosimétrie, spectrométrie, Masson, 1999 (ISBN 978-2225821905)
- D. Blanc et G. Portal, Physique nucléaire, Masson et Cie, abrégés, 1993 (ISBN 978-2225840388)
- D. Blanc, Physique nucléaire : particules, Elsevier Masson, 1995 (ISBN 2-225-84873-4)
- D. Blanc, Physique nucléaire pour les médecins et biologistes, Elsevier Masson, 1995 (ISBN 978-2225847950)
- D. Blanc, Fusion thermonucléaire contrôlée, une énergie pour le futur, Elsevier Masson, 1978 (ISBN 978-2225702136)
- D. Blanc, Précis de physique nucléaire, Dunod, 1999 (ISBN 978-2100041985)
- D. Blanc, A. Dutreix et J. Mathieu, Physique de la radiothérapie, Presses universitaires de France, 1974
- D. Blanc, Noyaux, particules, reacteurs nucleaires, Masson, 1999 (ISBN 978-2225810572)
- D. Blanc, Physique Nucleaire pour les médecins et les biologistes, Masson, 1995 (ISBN 2-225-84795-9)
- D. Blanc, Les Réacteurs atomiques, Presses universitaires de France, coll. « Que sais-je ? », 1986 (ISBN 978-2130390442)
- P. Blanquet et D. Blanc, La médecine nucléaire, Presses universitaires de France, coll. « Que sais-je ? », 1976 (ASIN B004EMMA9E)
- D. Blanc, Sûreté de l'énergie électronucléaire, Presses universitaires de France, coll. « Que sais-je ? », 1991 (ISBN 978-2130439233)
- D. Blanc, La physique nucléaire, Presses universitaires de France, coll. « Que sais-je ? », 1996 (ISBN 978-2-13-038237-9)

## Distinctions
- Membre du comité national du Centre national de la recherche scientifique.
- Conseiller scientifique au Commissariat à l’énergie atomique pour les questions de radioprotection et de dosimétrie.
- Directeur (2004-2006), président (2006-2008), président honoraire (2008), secrétaire perpétuel (après 2008) de l'Académie des sciences, inscriptions et belles-lettres de Toulouse.
- Grande médaille d'or de la Société Française de Physique Médicale (2009).
- Chevalier de l'Ordre national du Mérite.
- Commandeur de l'Ordre des Palmes académiques.
- Chevalier de l'Ordre du Mérite agricole.
- Officier de l'ordre national ivoirien.

Le bâtiment de l'université Toulouse-III-Paul-Sabatier anciennement occupé par le CPAT a été baptisé de son nom.
Les Laboratoires Associés de Radiophysique et de Dosimétrie ont créé un prix à son nom.